# Tomokazu Hirama
Tomokazu Hirama (平間 智和 Hirama Tomokazu?, nacido el 30 de junio de 1977 en Miyagi) es un exfutbolista japonés. Jugaba de centrocampista y su último club fue el Sony Sendai de Japón.

## Trayectoria

### Clubes
| Club                | País  | Año         |
| ------------------- | ----- | ----------- |
| Yokohama F. Marinos | Japón | 1996 - 2001 |
| Montedio Yamagata   | Japón | 1999        |
| Vegalta Sendai      | Japón | 2000        |
| Consadole Sapporo   | Japón | 2002 - 2003 |
| Albirex Niigata     | Japón | 2004        |
| FC Horikoshi        | Japón | 2005        |
| Sony Sendai         | Japón | 2006 - 2007 |

## Palmarés

### Títulos nacionales
| Título         | Club                | País  | Año  |
| -------------- | ------------------- | ----- | ---- |
| Copa J. League | Yokohama F. Marinos | Japón | 2001 |